# Florence Hartmann
Florence Hartmann (17. veljače 1963.), francuska je novinarka i spisateljica. Od 1987. pisala je za Le Monde o Balkanu, a početkom 1991. o raspadu SFRJ. Od 2015. počasni je građanin Sarajeva. 

## Životopis
Florence Hartmann je 1985. diplomirala, te tom prilikom stekla titulu magistra iz područja književnosti i stranih civilizacija na Sveučilištu u Parizu. Godine 2000. je postala glasnogovornica za Međunarodni sud za ratne zločine počinjene na području bivše Jugoslavije (MKSJ) u Hagu te savjetnica glavnoj tužiteljici MKSJ-a Carli Del Ponte. Godine 1992. bila je jedna od prvih novinara koji su otkrili lokaciju Ovčara, te je 2006. svjedočila pred MKSJ-om protiv "vukovarske trojke". Konkretno, tvrdi da je Veselin Šljivančanin 1992. u intervjuu izjavio sljedeće kad ga je pitala o Ovčari: "Morali smo negdje zakopati tijela".

### Odnosi s MKSJ
Kada je Slobodan Milošević završio u MKSJ-u na suđenju, Srbija je dala tribunalu povjerljive dokumente o njegovom režimu iz 1990-ih, ali pod uvjetom da se neki dijelovi "zatamne". Hartmann je imala uvid u te tajne spise te u knjizi Mir i kazna 2006. napisala da je MKSJ prihvatio cenzurirati dijelove koji su mogli uspostaviti vezu između Miloševićevog režima i genocida u Srebrenici. MKSJ je regirao optužnicom protiv Hartmann za nepoštivanje suda objavljivanjem dokumenata koji su bili tajni za javnost. Presudom je kažnjena sa €7.000, što je izazvalo kontroverzne reakcije u svijetu medija i novinara, od kojih su neki javno stali u njenu obranu. Iako je Hartmann rekla da je uplatila traženu svotu, MKSJ je to opovrgnuo te izdao nalog za njeno uhićenje. Godine 2011. ona je pobjegla u Francusku. Francuske vlasti su, međutim, odbile uhititi ju jer su mislile surađivati s MKSJ-om jedino u izručivanju ratnih zločinaca, u što ne spada i progon osoba koje kritiziraju sam sud. Ipak, usprkos uhidbenom nalogu iz Haaga, nastavila se slobodno kretati i u inozemstvu: 2012. posjetila je Sarajevo, povodom 20. obljetnice opsade grada, te tamo verbalno napala Carla Bildta jer je smatrala da on nije trebao biti na obilježavanju stradanja grada jer je prije govorio da je "Milošević dobar momak".
Florence Hartmann je još 2004. ukazala je na narušavanje neutralnosti Tužilaštva MKSJ, kada je usvojeno novo pravilo prema kojem peteročlano sudsko vijeće kojeg pored predsjednika i potpredsjednika tribunala čine i trojica predsjedavajućih sudaca Pretresnih vijeća, odlučuje da li se nove optužnice odnose na "najviše lidere, osumnjičene da su najodgovorniji za zločine u nadležnosti tribunala." Ako ocijene da neka od optuženih osoba ne spada među "najviše lidere", suci od tada imaju pravo optužnicu vratiti tužitelju, nezavisno od težine zločina i uvjerljivosti pratećih dokaza. Godine 2013. izjavila je da je oslobađajuća presuda u slučaju bivših šefova Državne bezbednosti (DB) Srbije, Jovice Stanišića i Franka Simatovića, "najvidljiviji u nizu udaraca na kredibilitet Haškog tribunala u završenoj fazi njegovog rada".

## Djela
- Milošević: Dijagonala luđaka (1999.)
- Mir i kazna (2006.)
- Zviždači (2014)
- Afera Srebrenica: Krv realpolitike (2015)

## Vanjske poveznice
- Intervju na Peščanik.net
- Intervju za Slobodna Evropa
- Vrijeme je promijenilo stranu esej Hartmann za Al Jazeeru
- Hartmann u emisiji Nedjeljom u dva (2007)